# Viriville
Viriville é uma comuna francesa na região administrativa de Auvérnia-Ródano-Alpes, no departamento de Isère. Estende-se por uma área de 30,46 km². Em 2010 a comuna tinha 1 678 habitantes (densidade: 55,1 hab./km²).